# Truls Johan Hartelius
Truls Johan Hartelius, född den 15 februari 1818 i Hemmingsdynge socken i Malmöhus län, död den 22 juli 1896 i Sandhems församling, var en svensk läkare och sjukgymnast.

## Biografi
Hartelius genomgick Gymnastiska centralinstitutet 1851-1852 och blev lärare där 1852 samt medicine doktor 1858. Vid Gymnastiska centralinstitutet undervisade han i anatomi, fysiologi och medikal och pedagogisk gymnastik. Hartelius utarbetade ett flertal läroböcker för institutet såsom Lärobok i menniskokroppens speciella anatomi (1867, 6:e upplagan 1911), Lärobok i sjukgymnastik (1870, 4:e upplagan 1904). Hans insatser bidrog till stärkandet av läkarkårens förtroende för både den svenska sjukgymnastiken och gymnastiken i allmänhet.